# Eisenacher Oberland
Eisenacher Oberland ist die historische Bezeichnung für den südwestlichen Teil des Wartburgkreises  im früheren Großherzogtum Sachsen-Weimar-Eisenach. Diese Bezeichnung stammt aus der ersten Hälfte des 19. Jahrhunderts. Nach dem Ende des selbständigen Staates Sachsen-Weimar-Eisenach im Jahr 1920 blieb diese Bezeichnung als Synonym für die Thüringische Rhön erhalten.

## Geschichte

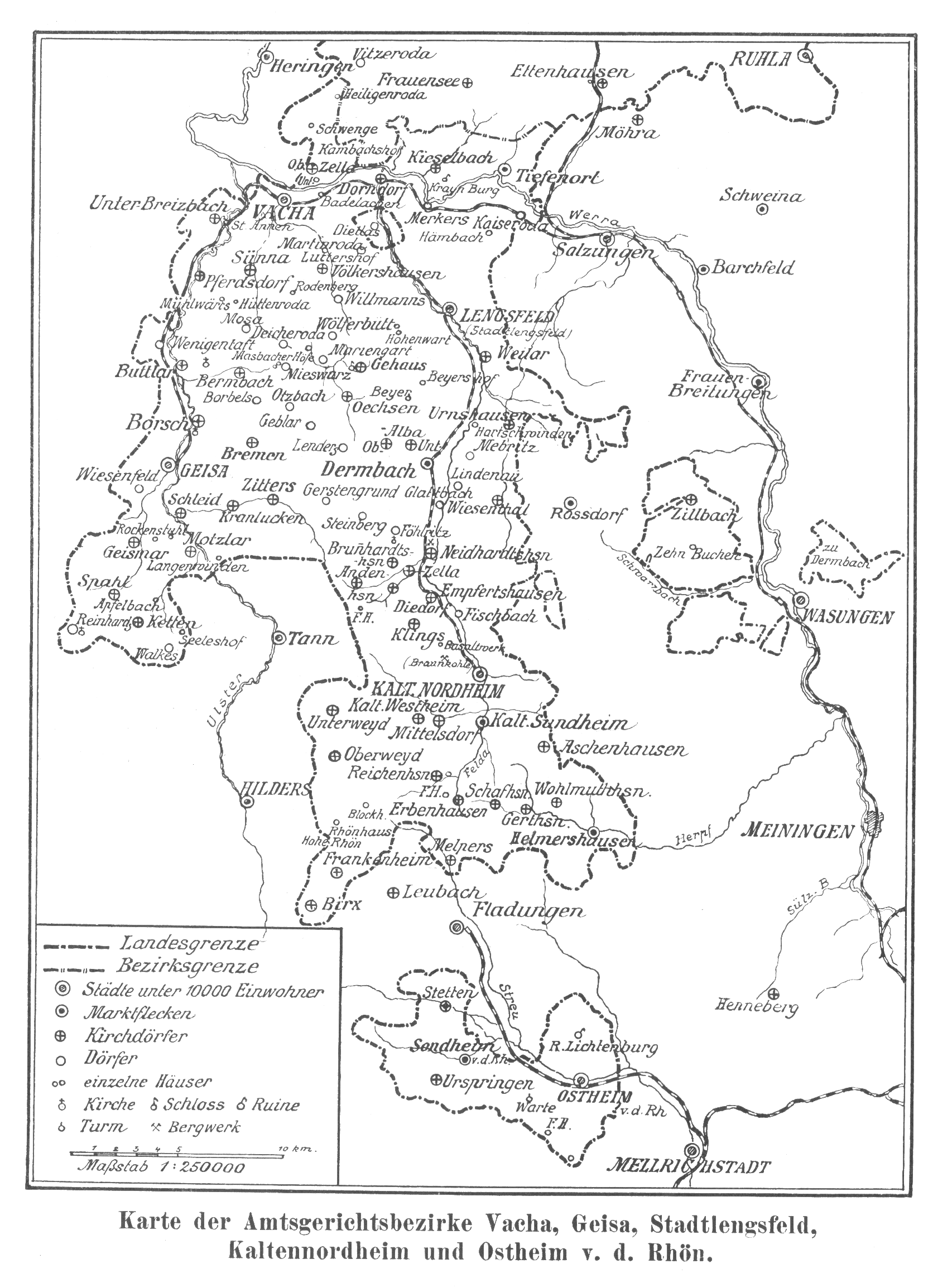
Karte des Eisenacher Oberlandes

Nach ihrer Niederlage im Jahr 1795 gegen Napoleon veranlassten Preußen und Österreich, auch mit Hinblick auf den Verlust der Österreichischen Gebiete in den Niederlanden, dass die Fürsten für den Verlust der linksrheinischen Gebiete zu entschädigen seien.
Die in dieser Situation gefundene Lösung war die Säkularisation der noch bestehenden 
geistlichen Fürstentümer im Reich. 1802 entmachtete man die Fürstbischöfe von Fulda. Die fuldischen Besitzungen gingen an Wilhelm Friedrich von Oranien-Nassau, bis 1806 Napoleon die Provinz Fulda annektierte. 1810 wurde sie Teil des Großherzogtums Frankfurt. Auf dem Wiener Kongress 1815 wurde die Provinz aufgelöst und nach einjähriger preußischer Verwaltung an Kurhessen und das Großherzogtum Sachsen-Weimar-Eisenach abgegeben. Die südliche und Hohe Rhön kam damals zu Unterfranken, die westlichen Gebiete bildeten die kurhessischen Kreise Fulda und Hersfeld. 
Mit den territorialen Veränderungen wurde 1816 eine Verwaltungsreform erforderlich und 1850 durch weitere Strukturreformen ergänzt.
Das Großherzogtum wurde in fünf Verwaltungsbezirke unterteilt, wobei südlich vom Verwaltungsbezirk Eisenach der neue Verwaltungsbezirk Dermbach entstand. Dieser untergliederte sich in die Justizämter Geisa, Kaltennordheim, Stadtlengsfeld, Ostheim und Vacha. Das Amt Tiefenort ging an Eisenach. Alle Justizämter waren dem Kreisgericht in Eisenach unterstellt. Die sonstigen Verwaltungsbehörden des Landes übernahmen diese Verwaltungsstruktur. 
Eine besondere Problematik stellte die kirchenrechtliche Vereinigung der Landesteile und die Verwaltung der katholisch geprägten Orte dar. In Weimar gab es zuvor keine zuständige Verwaltungsstelle für die katholischen Pfarreien. Eine formelle Fortsetzung der fuldischen Verwaltung wollte man aus verständlichen Gründen verhindern, daher wurde mit dem Bistum Paderborn verhandelt um eine Lösung zu finden. Zugleich wurde das einzige katholische Kloster (in Dermbach) aufgelöst und die Mönche pensioniert.
Nach dem Anschluss der neuen Verwaltungsbezirke unterblieb zunächst eine wirtschaftliche Verflechtung mit dem Weimarischen Gebietsteil. Der Eisenacher Gebietsteil profitierte von der Schafzucht (Eichel-Streibersche Textilmanufakturen) und vom handwerklichen Geschick der Rhöner Schnitzer (Ruhlaer Tabakpfeifenmanufaktur). In Stadtlengsfeld konnte eine Porzellanmanufaktur begründet werden.
Abgesehen vom Straßenbau und der Feldabahn sowie der Stadtkirche von Kaltennordheim fanden keine größeren Staats- und Repräsentationsbauten in der Regierungszeit der Großherzöge von Sachsen-Weimar-Eisenach statt. Das herzogliche Jagdschloss Zillbach war bereits vor 1800 an Stelle eines Jagdhauses entstanden, ebenso die Kirchenbauten in  Probsteizella und Dermbach. Vorhandene Schlösser in Geisa, Kaltennordheim, Dermbach, Ostheim wurden von der Verwaltung genutzt.
Nach dem Ersten Weltkrieg  und der Proklamation des Freistaates Thüringen 1920 in Weimar wurde die bestehende Verwaltungsstruktur aufgehoben und die Landkreise geschaffen, die dann auch ihre staatlichen Kreisämter mit eigener Verwaltung besaßen.